# Air Nunavut
Pour les articles homonymes, voir Nunavut (homonymie).

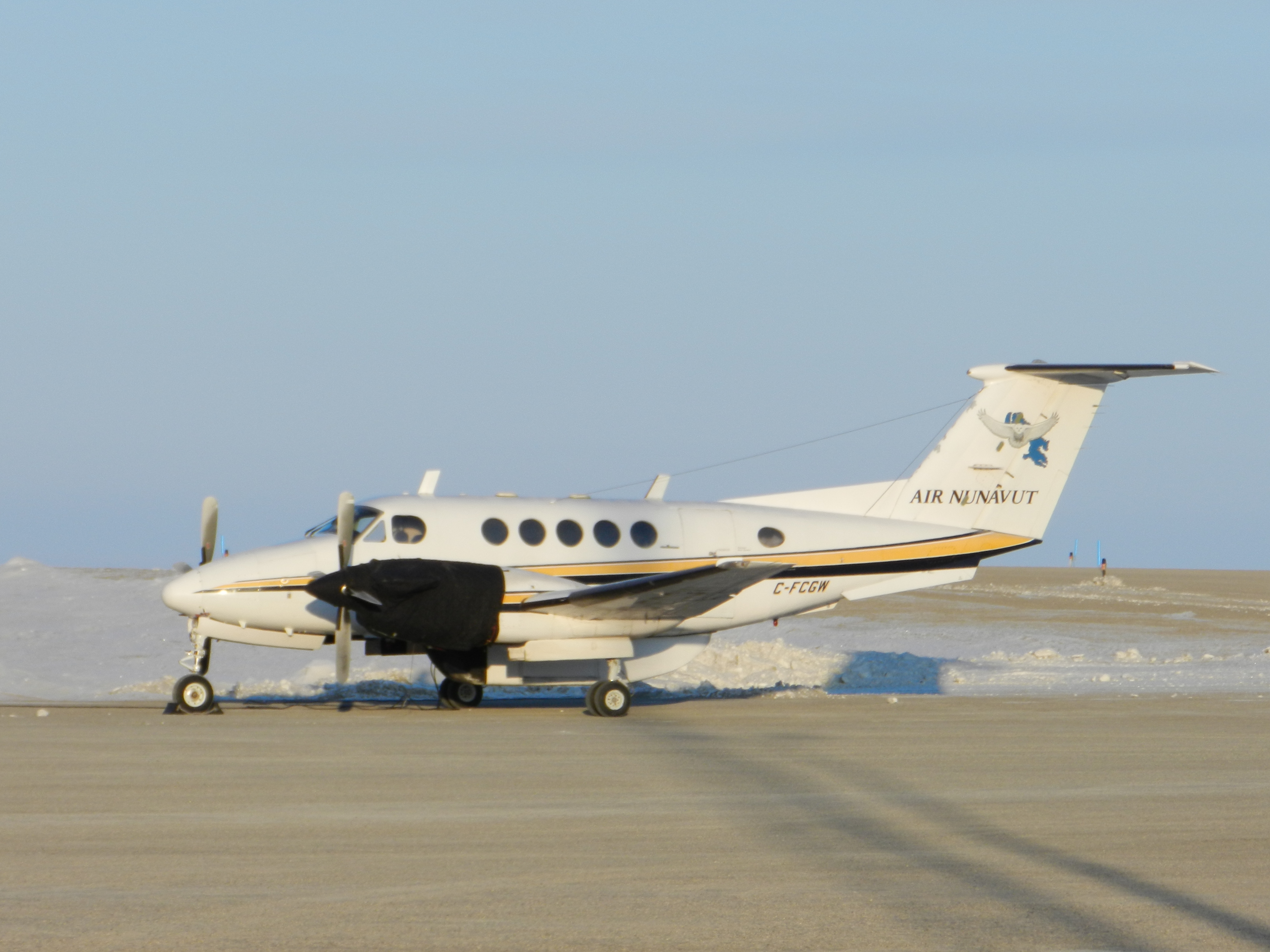
Beechcraft d'Air Nunavut

Air Nunavut Ltd. (anciennement Air Baffin) (code AITA YH) est une compagnie aérienne du Canada, basée à Iqaluit, dans le Nunavut.
Elle dessert également le nord du Québec (le Nunavik) et le Groenland.